# Чемпионат Украины по мини-футболу 1993/1994
Чемпионат Украины по мини-футболу 1993/94 года прошёл с участием 16 команд и завершился победой киевского «Слида».

## Ход турнира
Чемпионат проводился в два этапа. Вначале шестнадцать команд проводили однокруговой турнир, по итогам которого определялась восьмёрка лучших. Затем восемь лучших команд разыгрывали медали турнира между собой в двухкруговом турнире, а нижние восемь команд аналогичным образом боролись за места с девятого по шестнадцатое.
Предварительный этап состоял из пяти туров, в каждом из которых команды проводили по три матча в одном из городов. Игры прошли в Славуте (17—19 сентября 1993 г.), Жёлтых Водах (1—3 октября), Днепропетровске (22—24 октября), Донецке (12—14 ноября) и вновь в Днепропетровске (5—7 декабря). Лучше других команд выступила днепропетровская «Нике», занявшая первое место с 27 очками, а также харьковская «Рита» и запорожская «Надежда», набравшие по 24 очка.
Заключительный этап чемпионата стартовал в марте 1994 года. Команды были разбиты на две группы по восемь команд, и каждая из них сыграла с соперниками по группе по одной игре дома и на выезде. Победителем чемпионата стала киевская команда «Слид» под руководством начальника команды Валерия Владимировича Шабельникова и тренера Владимира Васильевича Залойло. В последнем туре «Слид» в гостях обыграл запорожскую «Надежду» со счетом 4:2, заняв первое место (47 очков) и оставив запорожцев на втором (44 очка). Третьим призёром стала днепропетровская «Нике», набравшая 43 очка.
Лучшим бомбардиром турнира стал Виктор Бакум, представлявший «Авангард» (Желтые Воды). В 25 играх Бакум забил 58 голов, опередив Юрия Усаковского из «Слида» и Александра Яценко из «Надежды».

## Турнирная таблица
| Место | Команда                        | Мячи    | Очки |
| ----- | ------------------------------ | ------- | ---- |
|       | «Слид» (Киев)                  | 133-88  | 47   |
|       | «Надежда» (Запорожье)          | 151-95  | 44   |
|       | «Нике» (Днепропетровск)        | 148-95  | 43   |
| 4     | «Рита» (Харьков)               | 128-90  | 36   |
| 5     | «Механизатор» (Днепропетровск) | 134-110 | 32   |
| 6     | «Водеяр» (Кременчуг)           | 121-124 | 29   |
| 7     | «Авангард» (Жёлтые Воды)       | 148-144 | 28   |
| 8     | «Донбасс» (Донецк)             | 120-130 | 21   |

| Место | Команда                   | Мячи    | Очки |
| ----- | ------------------------- | ------- | ---- |
| 9     | «Инга» (Харьков)          | 150-85  | 35   |
| 10    | «Капитал» (Красногоровка) | 129-90  | 35   |
| 11    | «КрАЗ» (Кременчуг)        | 124-114 | 29   |
| 12    | «Омета» (Херсон)          | 121-127 | 29   |
| 13    | «Славутич» (Славута)      | 106-132 | 24   |
| 14    | «Вулкан» (Черкассы)       | 48-120  | 10   |
| 15    | «Фотоприбор» (Черкассы)   | 45-156  | 7    |
| 16    | «Интурист» (Запорожье)    | 41-147  | 7    |

## Первая лига
Победителем первой лиги стал ровненский «Случ». Помимо «Случа» право выступления в высшей лиге в следующем сезоне завоевала занявшее второе место «Украина» (Львов). Места в первой лиге распределились следующим образом:
| #  | Клуб                         | И  | В  | Н | П  | Мячи    | Очки |
| -- | ---------------------------- | -- | -- | - | -- | ------- | ---- |
| 1  | «Случ» (Ровно)               | 26 | 21 | 2 | 3  | 110-47  | 44   |
| 2  | «Украина» (Львов)            | 26 | 20 | 3 | 3  | 134-73  | 43   |
| 3  | «Одесса-Норд» (Одесса)       | 26 | 18 | 3 | 5  | 121-73  | 39   |
| 4  | «Университет» (Киев)         | 26 | 12 | 7 | 7  | 129-102 | 31   |
| 5  | «Эхо» (Харьков)              | 26 | 14 | 2 | 10 | 107-90  | 30   |
| 6  | «Лианда» (Запорожье)         | 26 | 11 | 5 | 10 | 123-115 | 27   |
| 7  | «Смена-Рико» (Котовск)       | 26 | 13 | 0 | 13 | 113-112 | 26   |
| 8  | «Маир» (Токмак)              | 26 | 10 | 2 | 14 | 81-101  | 22   |
| 9  | «Аваль» (Киев)               | 26 | 9  | 3 | 14 | 98-106  | 21   |
| 10 | «Олимпия» (Южноукраинск)     | 26 | 9  | 3 | 14 | 99-121  | 21   |
| 11 | «Уголек» (Макеевка)          | 26 | 7  | 6 | 13 | 113-121 | 20   |
| 12 | «Авангард» (Монастырище)     | 26 | 7  | 5 | 14 | 71-103  | 19   |
| 13 | «Металлист» (Днепропетровск) | 26 | 8  | 0 | 18 | 84-130  | 16   |
| 14 | «Электромашина» (Харьков)    | 26 | 0  | 1 | 25 | 33-122  | 1    |